# Pieprzyca

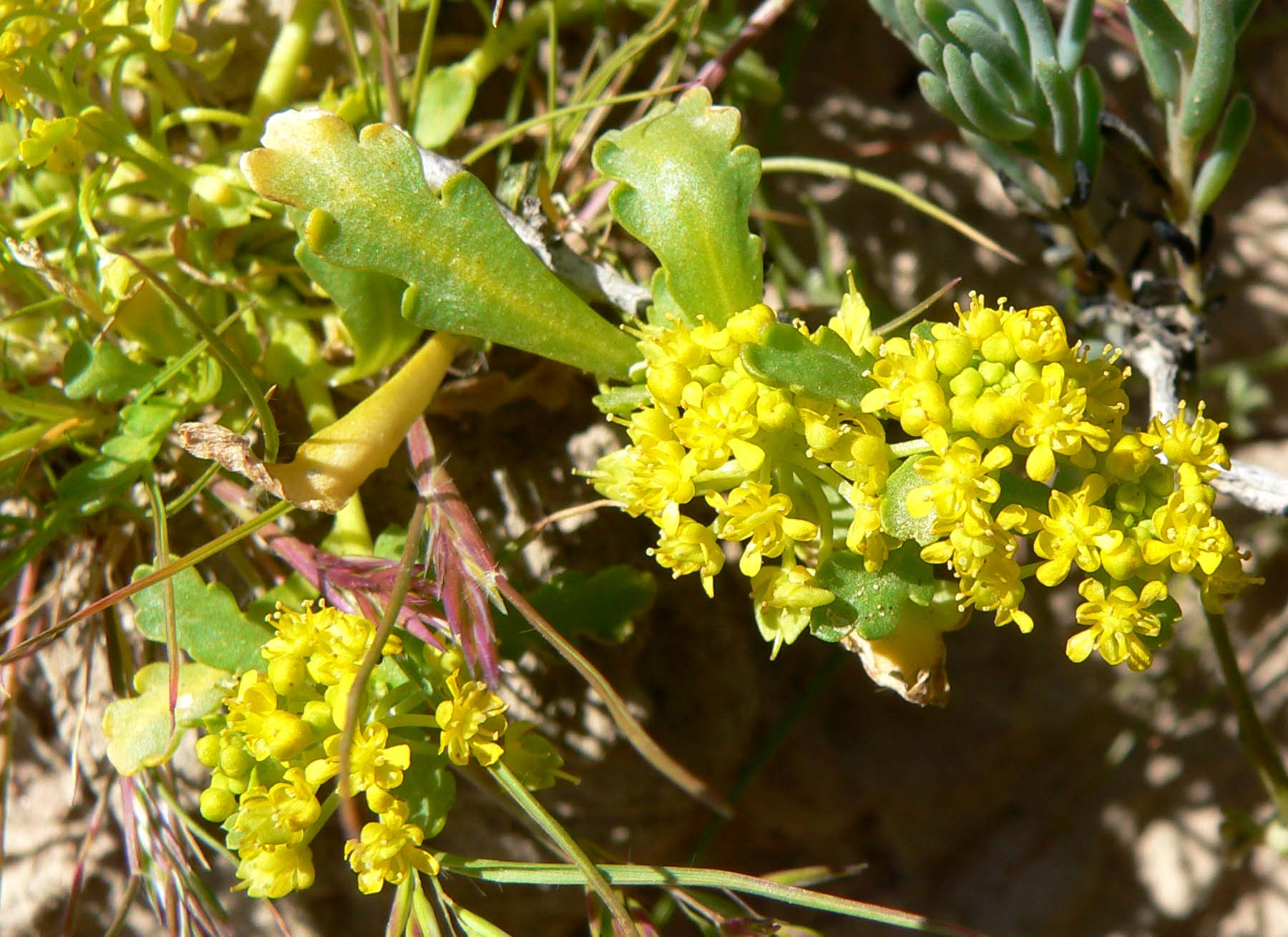
Lepidium flavum

Pieprzyca (Lepidium L.) – rodzaj roślin z rodziny kapustowatych, liczy w zależności od ujęcia od około 140 do ponad 260 gatunków. Przedstawiciele występują przeważnie w umiarkowanych i ciepłych strefach obydwu półkul. Rośliny z tego rodzaju rosną na siedliskach synantropijnych, na nieużytkach, w miejscach piaszczystych, liczni przedstawiciele związani są z siedliskami nadmorskimi, z solniskami. Kwiaty są owadopylne, ale częsta jest tu też samopylność. To wraz z łatwo rozprzestrzeniającymi się nasionami, śluzowaciejącymi pod wpływem wilgoci i stosunkowo niewielkim zróżnicowaniem genetycznym między gatunkami z różnych kontynentów świadczy o gwałtownej radiacji w obrębie tego rodzaju w pliocenie i plejstocenie. Uprawianymi jako warzywo dodawane do sałatek są dwa gatunki – pieprzyca siewna (spożywane są siewki zwane „rzeżuchą”) i pieprzyca szerokolistna.

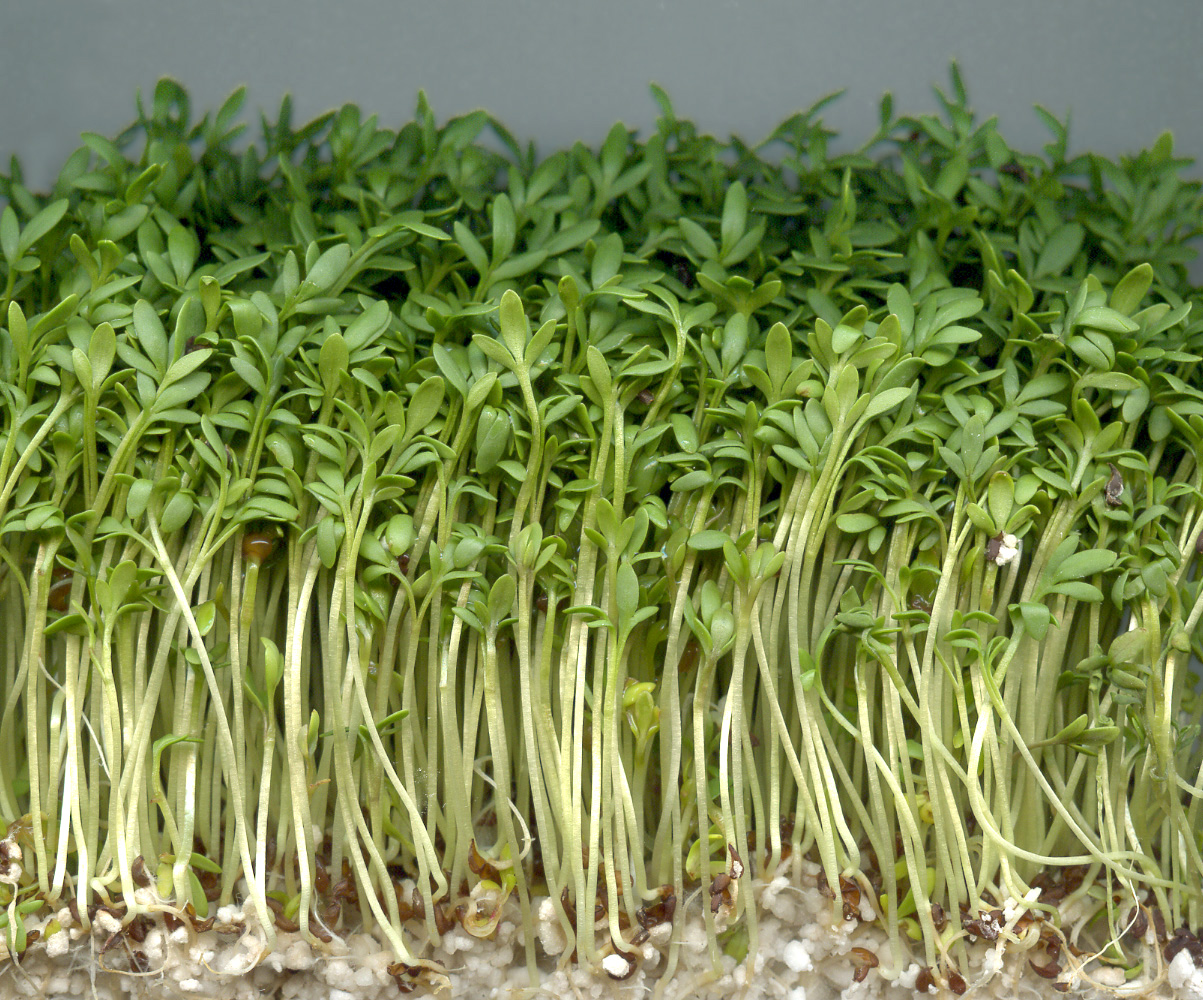
Siewki pieprzycy siewnej (rzeżuchy)

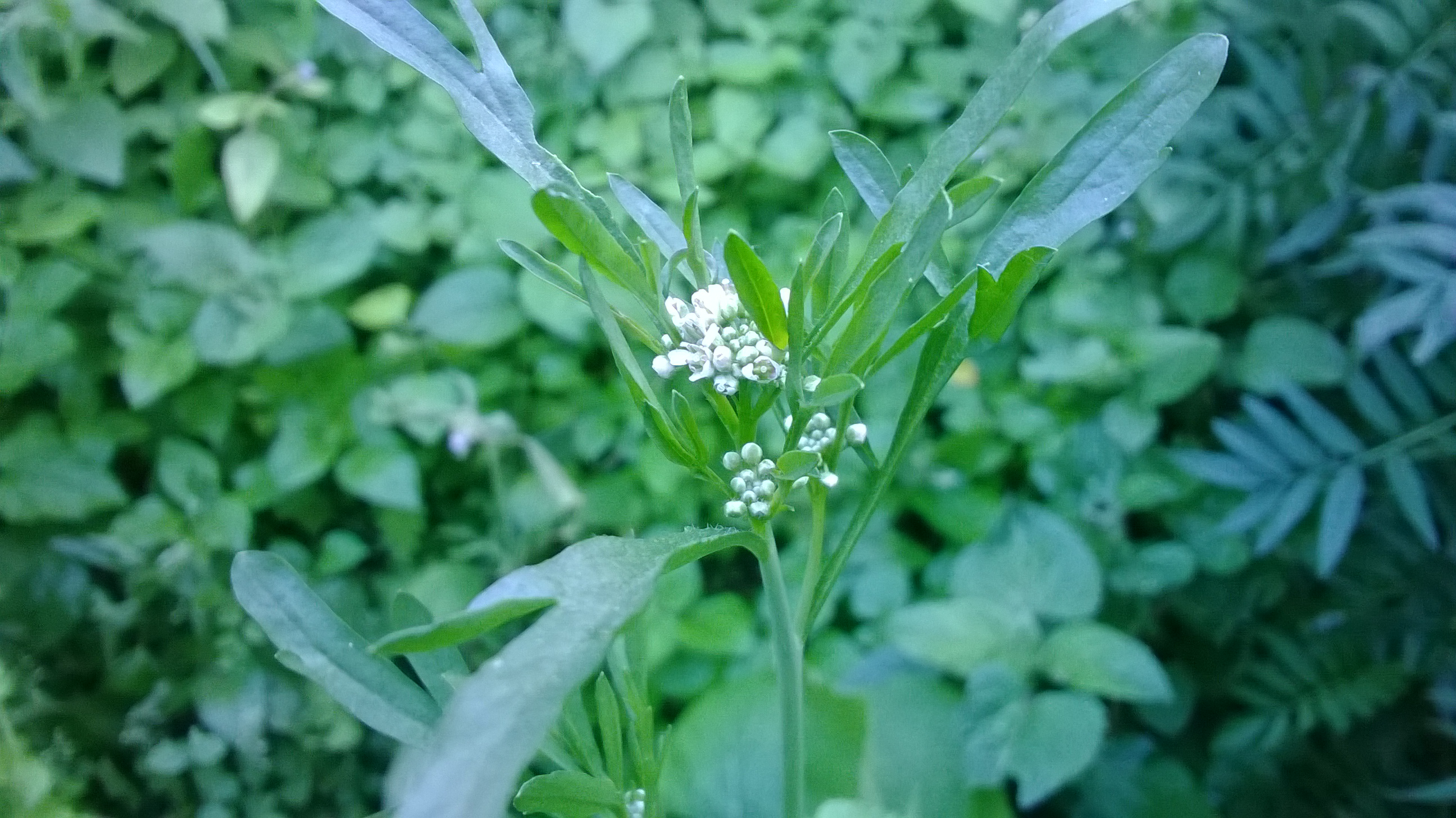
Pieprzyca siewna

## Rozmieszczenie geograficzne
Rośliny z tego rodzaju rozprzestrzenione są szeroko na świecie, głównie w strefie klimatu umiarkowanego. W Europie występuje 21 gatunków, w Ameryce Północnej 42. Rosną poza tym w Ameryce Środkowej i Południowej, w Azji i Australii oraz w północnej i południowej Afryce. 
W Polsce zawleczone i zadomowione są 4 gatunki, 3 pojawiają się zawlekane przejściowo, kilka dalszych jest uprawianych.
Gatunki flory Polski
- pieprzyca gęstokwiatowa Lepidium densiflorum Schrad. – antropofit zadomowiony
- pieprzyca gruzowa Lepidium ruderale L. – antropofit zadomowiony
- pieprzyca polna Lepidium campestre (L.) R. Br. – antropofit zadomowiony
- pieprzyca przerosłolistna Lepidium perfoliatum L. – efemerofit
- pieprzyca różnolistna Lepidium heterophyllum Benth. – efemerofit
- pieprzyca szerokolistna Lepidium latifolium L. – efemerofit
- pieprzyca wirgińska Lepidium virginicum L. – antropofit zadomowiony

Gatunki uprawiane
- pieprzyca owłosiona Lepidium hirtum (L.) Sm.
- pieprzyca siewna, rzeżucha Lepidium sativum L.
- pieprzyca trawolistna Lepidium graminifolium L.

W szerokim ujęciu systematycznym rodzaju do flory polskiej należą także wronóg grzebieniasty Lepidium coronopus (syn. Coronopus squamatus) i pieprzycznik przydrożny Lepidium draba (syn. Cardaria draba).

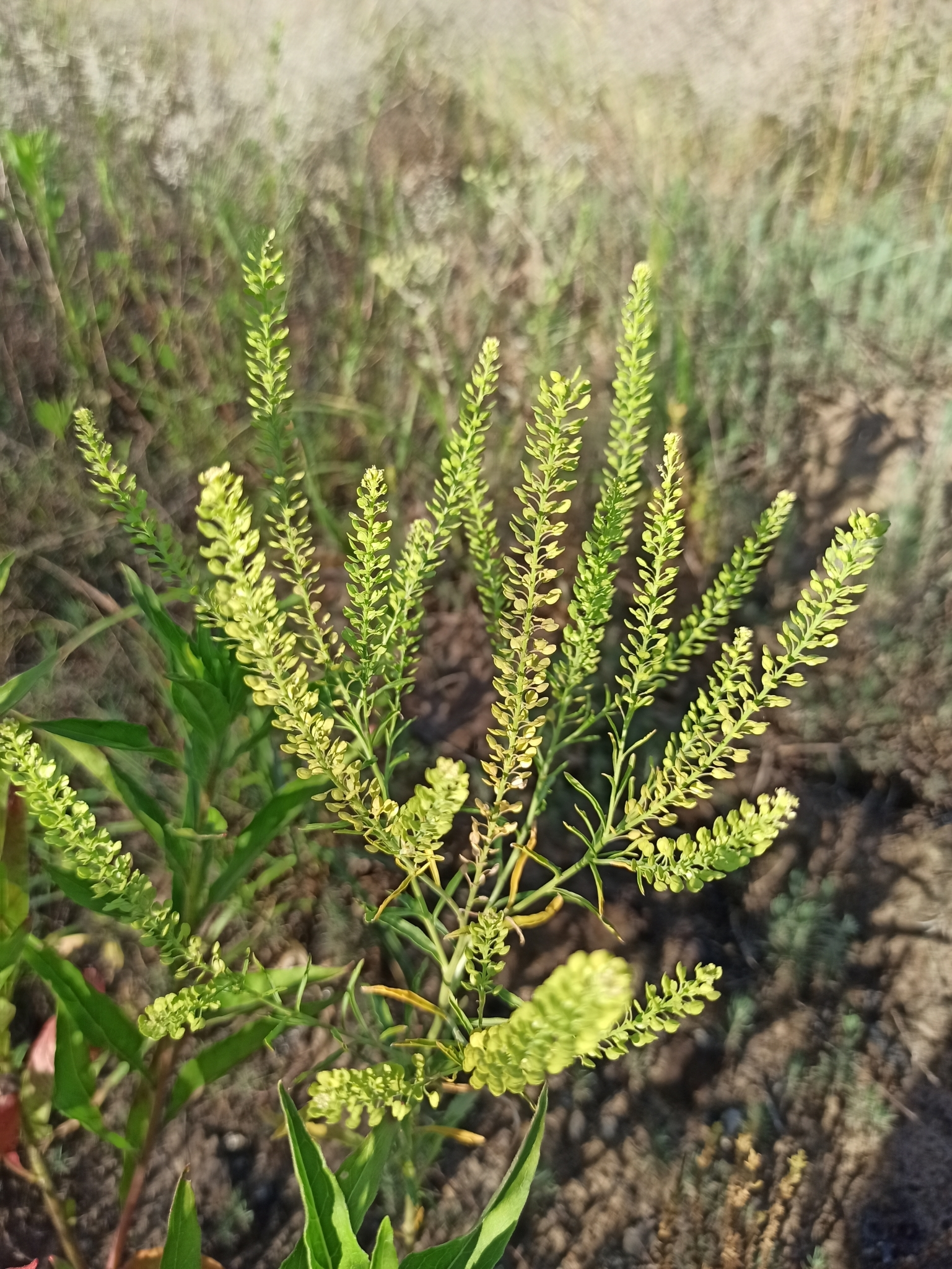
pieprzyca gęstokwiatowa Lepidium densiflorum
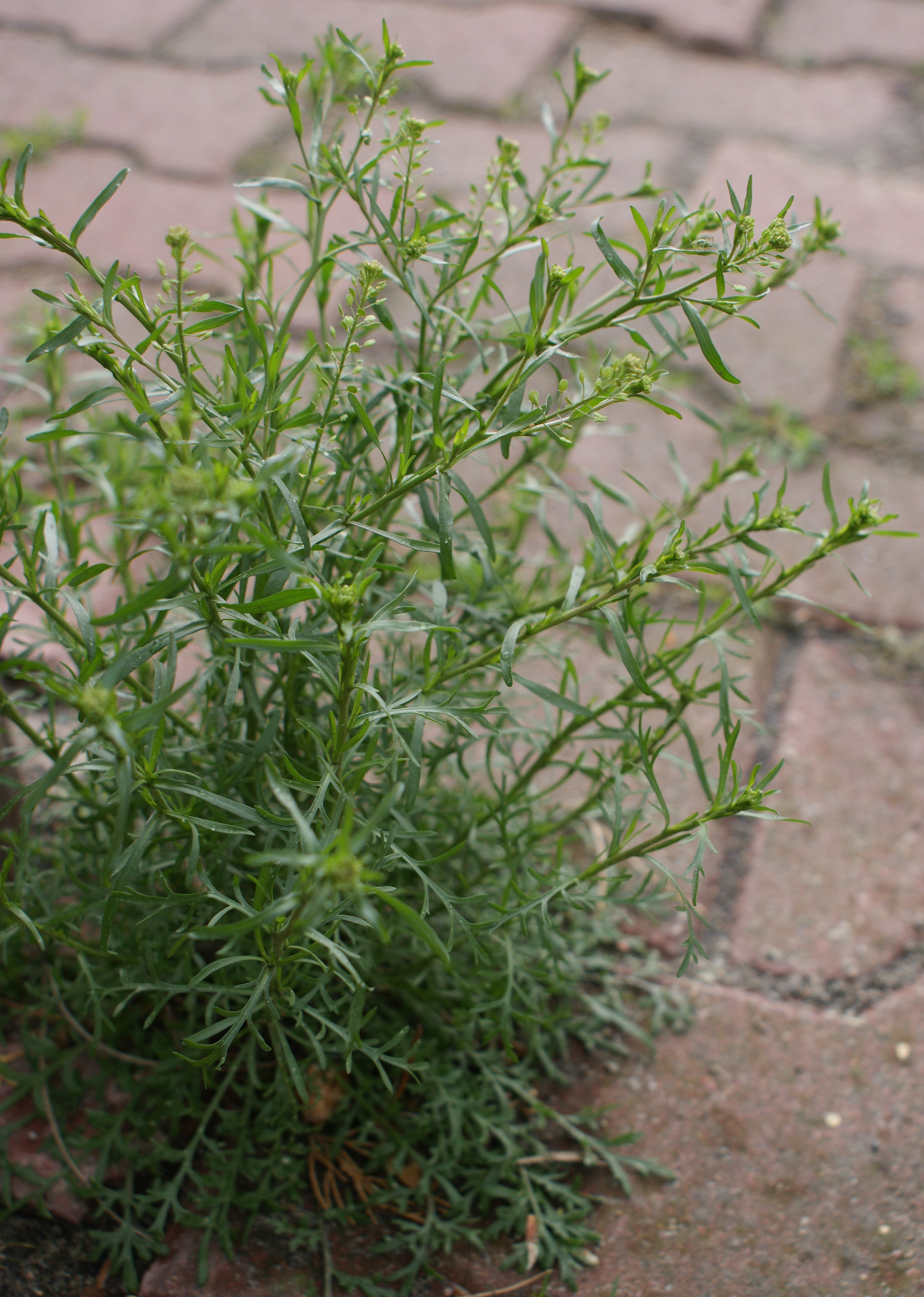
pieprzyca gruzowa Lepidium ruderale
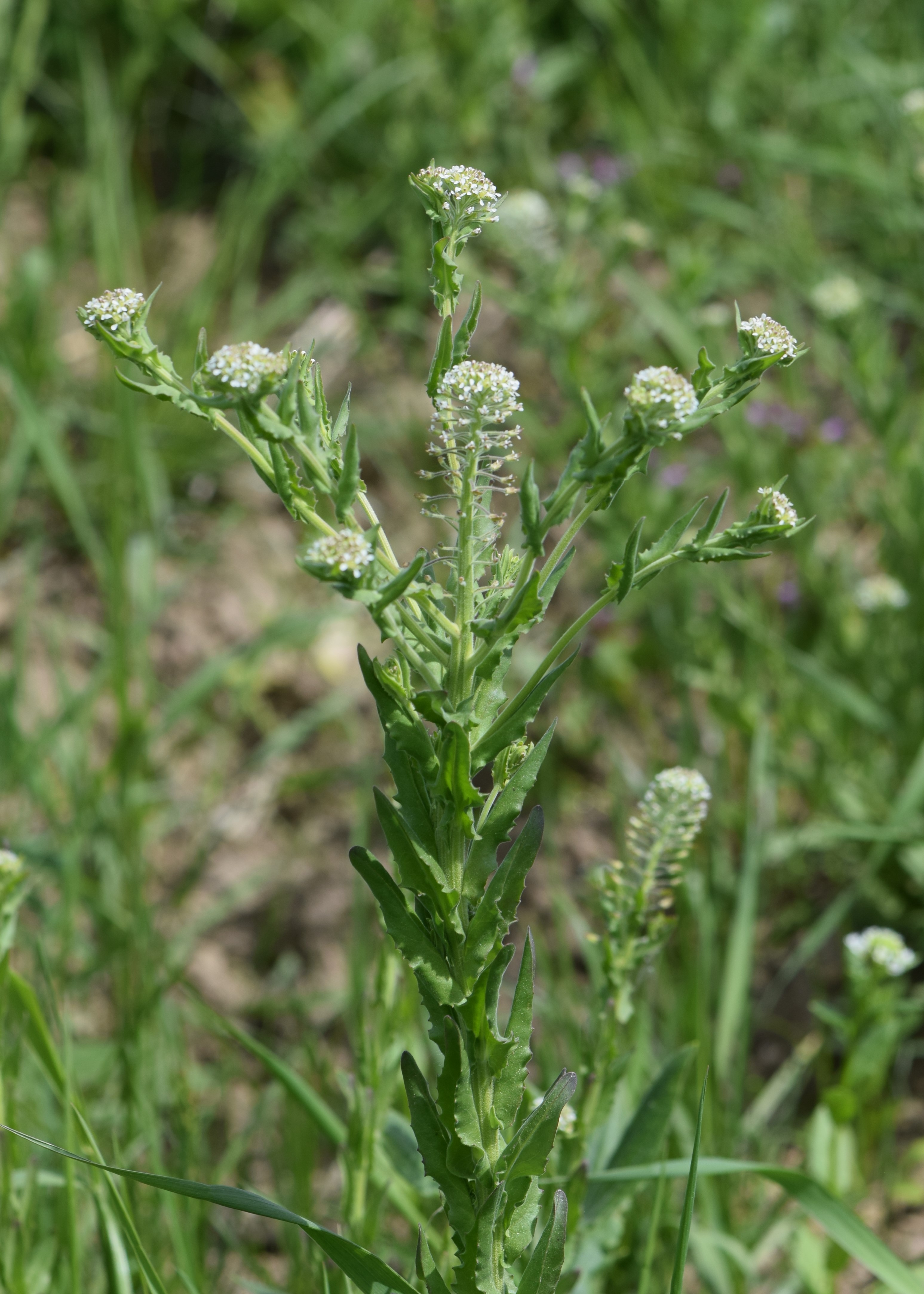
pieprzyca polna Lepidium campestre
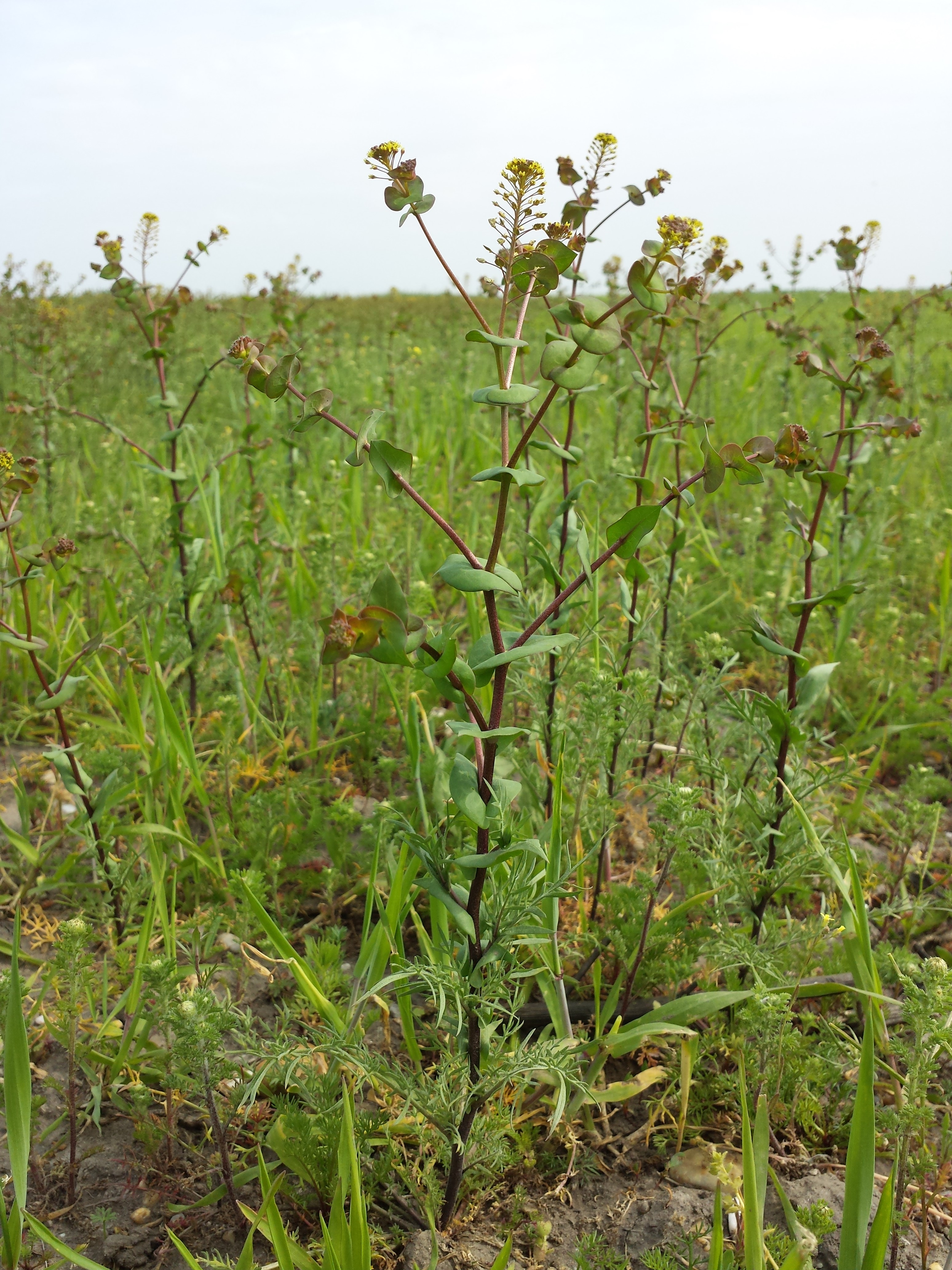
pieprzyca przerosłolistna Lepidium perfoliatum
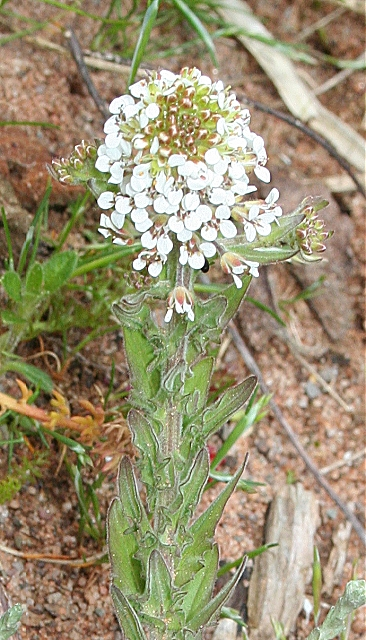
pieprzyca różnolistna Lepidium heterophyllum
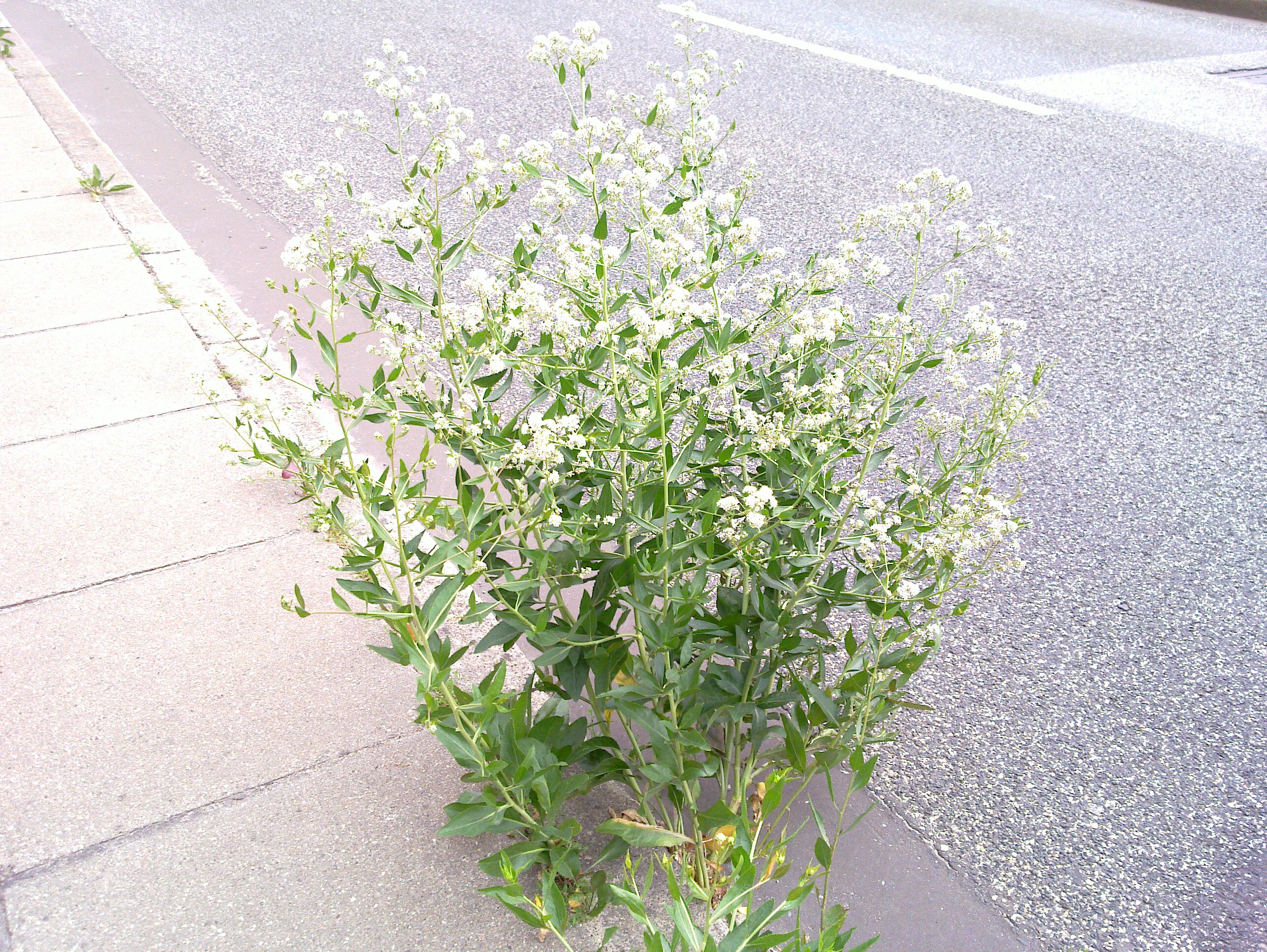
pieprzyca szerokolistna Lepidium latifolium
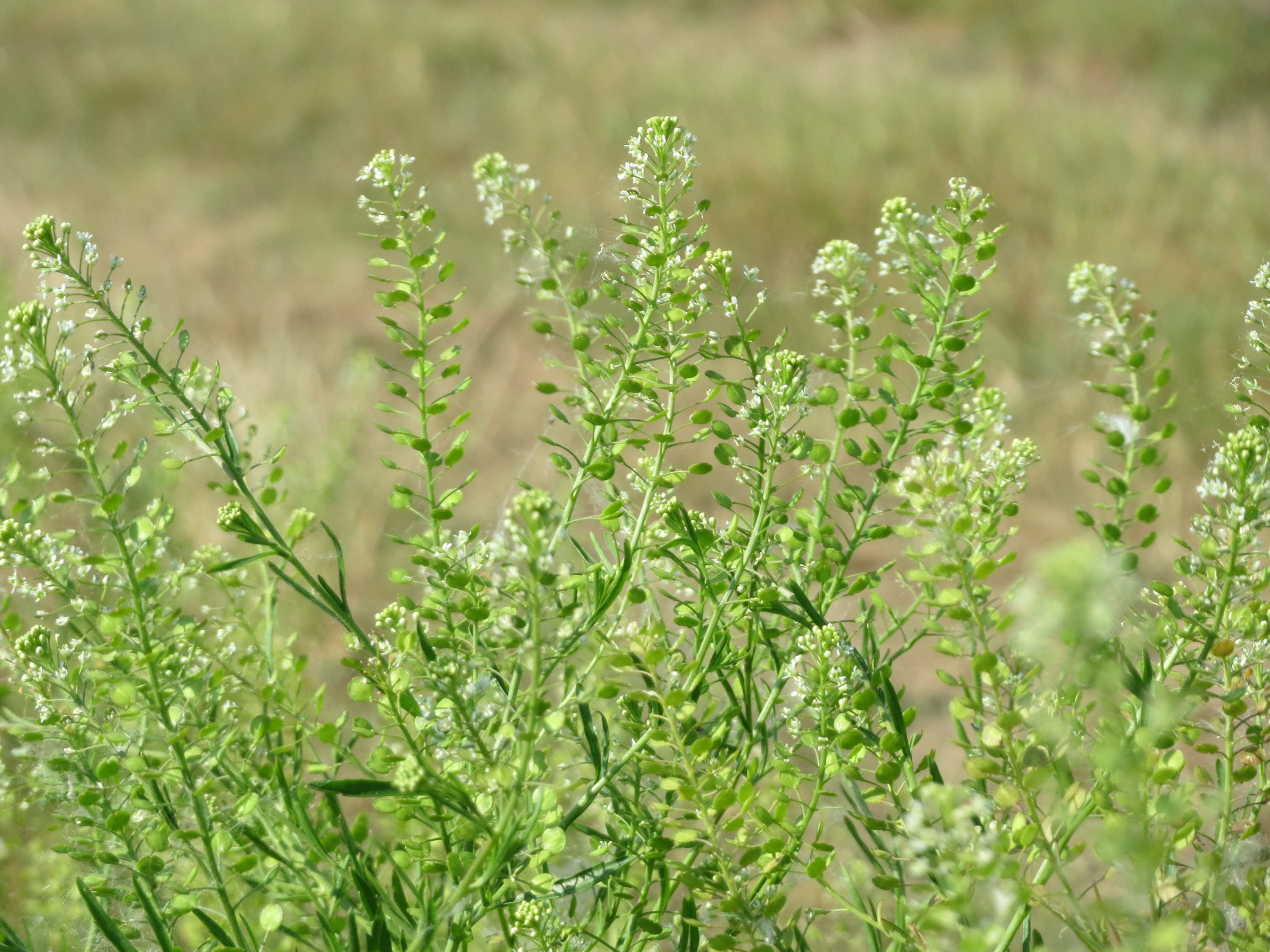
pieprzyca wirgińska Lepidium virginicum

## Morfologia
PokrójRośliny jednoroczne, dwuletnie lub byliny osiągające do 1 m wysokości, czasem u nasady drewniejące. Pędy nagie, omszone, owłosione, czasem szczeciniasto. Wzniesione prosto lub podnoszące się, rzadko płożące.
LiściePojedyncze, okrągłe lub wąskie, zwykle ząbkowane lub pierzasto podzielone. Przyziemne i łodygowe (przyziemnych brak u L. fremontii).
KwiatyPromieniste, niewielkie, 4-krotne, zebrane w grona. Działki bez woreczkowatych rozdęć, zwykle szybko opadają, rzadziej są trwałe. Płatki białe lub purpurowe, czasem szczątkowe, zwężające się ku nasadzie. Mają różny kształt – od okrągłego, poprzez łopatkowaty, jajowaty, lancetowaty do równowąskiego. Pręciki są dwa lub cztery (równej długości) lub 6 czterosilnych; 4 wewnętrzne dłuższe od 2 zewnętrznych. Zalążnia górna z krótką zwykle szyjką słupka zwieńczoną drobnym główkowatym, rzadziej dwudzielnym znamieniem.
OwoceSpłaszczona i wąskooskrzydlona łuszczynka z dwoma nasionami, kształtu okrągłego lub jajowatego. Grono czasem wydłuża się w czasie owocowania.

## Systematyka
Pozycja systematyczna według APweb (aktualizowany system APG III z 2009)
Należy do rodziny kapustowatych (Brassicaceae), rzędu kapustowców (Brassicales), kladu różowych (rosids) w obrębie okrytonasiennych (Magnoliophyta).
W obrębie rodziny rodzaj należy do plemienia Lepidieae.
Pozycja w systemie Reveala (1993–1999)
Gromada okrytonasienne (Magnoliophyta Cronquist), podgromada Magnoliophytina Frohne & U. Jensen ex Reveal, klasa Rosopsida Batsch, podklasa ukęślowe (Dilleniidae Takht. ex Reveal & Tahkt.), nadrząd Capparanae Reveal, rząd kaparowce (Capparales Hutch.), podrząd Capparineae Engl., rodzina kapustowate (Brassicaceae Burnett), podrodzina Lepidioideae Leurss., plemię Lepidieae DC., podplemię Lepidiinae Sond. in Harv. & Sond., rodzaj pieprzyca (Lepidium L.).
Wykaz gatunków
- Lepidium abrotanifolium Turcz.
- Lepidium acutidens Howell
- Lepidium aegrum Heenan & de Lange
- Lepidium affghanum Boiss.
- Lepidium affine Ledeb.
- Lepidium afghanicum (Rech.f. & Köie) Al-Shehbaz & Mumm.
- Lepidium africanum (Burm.f.) DC.
- Lepidium alashanicum H.L.Yang
- Lepidium alluaudii Maire
- Lepidium altissimum Rech.f.
- Lepidium alyssoides A.Gray
- Lepidium amelum Lepschi
- Lepidium amissum de Lange & Heenan
- Lepidium amplexicaule Willd.
- Lepidium angolense Jonsell
- Lepidium angustissimum Phil.
- Lepidium apetalum Willd. – pieprzyca bezpłatkowa
- Lepidium appelianum Al-Shehbaz
- Lepidium apterum (Lipsky) Al-Shehbaz & Mumm.
- Lepidium arbuscula Hillebr.
- Lepidium arequipa Al-Shehbaz
- Lepidium aretioides (Hedge) Al-Shehbaz
- Lepidium argentinum Thell.
- Lepidium armoracium Fisch. & C.A.Mey.
- Lepidium aschersonii Thell.
- Lepidium aucheri Boiss.
- Lepidium auriculatum Regel & Körn.
- Lepidium austrinum Small
- Lepidium banksii Kirk
- Lepidium barnebyanum Reveal
- Lepidium basuticum Marais
- Lepidium beamanii Rollins
- Lepidium beckii Al-Shehbaz
- Lepidium bidentatum Montin
- Lepidium bipinnatifidum Desv.
- Lepidium bipinnatum Thunb.
- Lepidium biplicatum Hewson
- Lepidium boelckeanum Prina
- Lepidium boelckei Al-Shehbaz
- Lepidium bonariense L.
- Lepidium botschantsevianum Al-Shehbaz
- Lepidium botschantzevii (R.M.Vinogr.) Al-Shehbaz & Mumm.
- Lepidium brachyotum (Kar. & Kir.) Al-Shehbaz
- Lepidium bupleuroides Rech.f.
- Lepidium burkartii Boelcke
- Lepidium buschianum Al-Shehbaz
- Lepidium caespitosum Desv.
- Lepidium campestre (L.) W.T.Aiton – pieprzyca polna
- Lepidium capense Thunb.
- Lepidium capitatum Hook.f. & Thomson
- Lepidium cardamine L.
- Lepidium cardiophyllum (Pavlov) Al-Shehbaz
- Lepidium cartilagineum (J.Mayer) Thell.
- Lepidium castellanum de Lange & Heenan
- Lepidium catapycnon Hewson
- Lepidium chalepense L.
- Lepidium chichicara Desv.
- Lepidium cordatum Willd. ex Steven
- Lepidium coronopifolium Fisch.
- Lepidium coronopus (L.) Al-Shehbaz (syn. Coronopus squamatus) – wronóg grzebieniasty
- Lepidium costaricense Thell.
- Lepidium crassius (C.L.Hitchc.) Al-Shehbaz
- Lepidium crassum Heenan & de Lange
- Lepidium crenatum (Greene) Rydb.
- Lepidium culminicola Mouterde
- Lepidium cumingianum Fisch. & C.A.Mey.
- Lepidium cuneiforme C.Y.Wu
- Lepidium curvinervium (Botsch. & Vved.) Al-Shehbaz & Mumm.
- Lepidium cuzcoensis Al-Shehbaz
- Lepidium cyclocarpum Thell.
- Lepidium davisii Rollins
- Lepidium densiflorum Schrad. – pieprzyca gęstokwiatowa
- Lepidium densipuberulum Al-Shehbaz
- Lepidium depressum Thell.
- Lepidium desertorum Eckl. & Zeyh.
- Lepidium desvauxii Thell.
- Lepidium dictyotum A.Gray
- Lepidium didymum L. (syn. Coronopus didymus (L.) Sm.) – wronóg podwójny
- Lepidium draba L. – pieprzycznik przydrożny
- Lepidium drummondii Thell.
- Lepidium eastwoodiae Wooton
- Lepidium echinatum Hewson
- Lepidium ecklonii Schrad. ex Regel
- Lepidium ecuadorense Thell.
- Lepidium englerianum (Muschl.) Al-Shehbaz
- Lepidium fasciculatum Thell.
- Lepidium fenestratum (Boiss.) D.A.German
- Lepidium ferganense Korsh.
- Lepidium filicaule C.L.Hitchc.
- Lepidium filisegmentum C.L.Hitchc.
- Lepidium flavum Torr.
- Lepidium flexicaule Kirk
- Lepidium flexuosum Thunb.
- Lepidium foliosum Desv.
- Lepidium fraseri Thell.
- Lepidium fremontii S.Watson
- Lepidium galapagoensis Al-Shehbaz
- Lepidium genistoides Hewson
- Lepidium ginninderrense Scarlett
- Lepidium glastifolium Desf.
- Lepidium gracile (Chodat & Hassl.) Boelcke
- Lepidium graminifolium L. – pieprzyca trawolistna
- Lepidium grandifructum C.L.Hitchc.
- Lepidium heterophyllum Benth. – pieprzyca różnolistna
- Lepidium hickenii Al-Shehbaz
- Lepidium hirtum (L.) Sm. – pieprzyca owłosiona
- Lepidium howei-insulae Thell.
- Lepidium huberi S.L.Welsh & Goodrich
- Lepidium hypenantion Hewson
- Lepidium hyssopifolium Desv.
- Lepidium integrifolium Nutt.
- Lepidium inyangense Jonsell
- Lepidium jaredii Brandegee
- Lepidium jarmolenkoi V.M.Vinogr.
- Lepidium johnstonii C.L.Hitchc.
- Lepidium jujuyanum Al-Shehbaz
- Lepidium juvencum Heenan & de Lange
- Lepidium karataviense Regel & Schmalh.
- Lepidium karelinianum Al-Shehbaz
- Lepidium kawarau Petrie
- Lepidium keniense Jonsell
- Lepidium khalkhalicum Bidarlord & D.A.German
- Lepidium kirkii Petrie
- Lepidium lacerum C.A.Mey.
- Lepidium laeteviride (P.Royen) Hewson
- Lepidium lapazianum Al-Shehbaz & S.Beck
- Lepidium lasiocarpum Nutt.
- Lepidium latifolium L. – pieprzyca szerokolistna
- Lepidium latipes Hook.
- Lepidium lepidioides (Coss. & Durieu) Al-Shehbaz
- Lepidium leptopetalum F.Muell.
- Lepidium leventii (V.I.Dorof.) D.A.German
- Lepidium limenophylax de Lange, Rance & D.A.Norton
- Lepidium linearilobum Al-Shehbaz
- Lepidium linifolium (Desv.) Steud.
- Lepidium lipskyi (N.Busch) Al-Shehbaz & Mumm.
- Lepidium litwinowii (Lipsky) Al-Shehbaz
- Lepidium longifolium (Boiss.) Al-Shehbaz
- Lepidium lyratogynum Hewson
- Lepidium lyratum L.
- Lepidium maccowagei Hewson
- Lepidium macrocarpum (Hedge) D.A.German
- Lepidium makateanum Sykes
- Lepidium matau Petrie
- Lepidium medocinense (Hauman) Al-Shehbaz
- Lepidium merrallii F.Muell.
- Lepidium meyenii Walp.
- Lepidium meyeri Claus
- Lepidium minor (Botsch. & Vved.) Al-Shehbaz
- Lepidium minutiflorum (Ridl.) Hewson
- Lepidium monoplocoides F.Muell.
- Lepidium montanum Nutt.
- Lepidium mossii Thell.
- Lepidium muelleriferdinandii Thell.
- Lepidium mummenhoffianum Al-Shehbaz
- Lepidium myrianthum Phil.
- Lepidium myriocarpum Sond.
- Lepidium nanum S.Watson
- Lepidium naufragorum Garn.-Jones & D.A.Norton
- Lepidium navasii (Pau) Al-Shehbaz
- Lepidium nesophilum Hewson ex P.S.Green
- Lepidium niloticum (Delile) Sieber ex Steud.
- Lepidium nitidum Nutt.
- Lepidium oblitum Houliston, Heenan & de Lange
- Lepidium oblongum Small
- Lepidium obtusatum Kirk
- Lepidium obtusum Basiner
- Lepidium oleraceum G.Forst. ex Sparrm.
- Lepidium olgae (R.M.Vinogr.) Al-Shehbaz & Mumm.
- Lepidium oligodontum de Lange & Heenan
- Lepidium orientale (Schrenk) Al-Shehbaz & Mumm.
- Lepidium ostleri S.L.Welsh & Goodrich
- Lepidium oxycarpum Nutt.
- Lepidium oxytrichum Sprague
- Lepidium paniculatum (Regel & Schmalh.) Al-Shehbaz
- Lepidium panniforme de Lange & Heenan
- Lepidium papilliferum (L.F.Hend.) A.Nelson & J.F.Macbr.
- Lepidium papillosum F.Muell.
- Lepidium parodii Thell.
- Lepidium patrinioides (Regel) Al-Shehbaz & Mumm.
- Lepidium pavlovii Al-Shehbaz & Mumm.
- Lepidium paysonii Rollins
- Lepidium pedersenii Al-Shehbaz
- Lepidium pedicellosum F.Muell.
- Lepidium peregrinum Thell.
- Lepidium perfoliatum L. – pieprzyca przerosłolistna
- Lepidium persicum Boiss.
- Lepidium philippianum (Kuntze) Thell.
- Lepidium phlebopetalum F.Muell.
- Lepidium pholidogynum F.Muell.
- Lepidium pinnatifidum Ledeb.
- Lepidium pinnatisectum (O.E.Schulz) C.L.Hitchc.
- Lepidium pinnatum Thunb.
- Lepidium platypetalum Hewson
- Lepidium propinquum Fisch. & C.A.Mey.
- Lepidium pseudodidymum Thell.
- Lepidium pseudohyssopifolium Hewson
- Lepidium pseudopapillosum Thell.
- Lepidium pseudoruderale Thell.
- Lepidium pseudotasmanicum Thell.
- Lepidium pterocarpum (Botsch. & Vved.) Al-Shehbaz & Mumm.
- Lepidium puberulum Bunge
- Lepidium pubescens Desv.
- Lepidium pumilum Boiss. & Balansa
- Lepidium quitense Turcz.
- Lepidium rahmeri Phil.
- Lepidium ramosissimum A.Nelson
- Lepidium reichei Phil. ex Reiche
- Lepidium rekohuense de Lange & Heenan
- Lepidium rhytidocarpum (Hook.) Al-Shehbaz
- Lepidium rigidum Pomel
- Lepidium robustum (Pavlov) Al-Shehbaz
- Lepidium rotundum DC.
- Lepidium ruderale L. – pieprzyca gruzowa
- Lepidium sagittatum (Kar. & Kir.) Al-Shehbaz
- Lepidium sagittulatum Thell.
- Lepidium santacruzensis Al-Shehbaz
- Lepidium sativum L. – pieprzyca siewna
- Lepidium scandens Hewson
- Lepidium schaffneri Thell.
- Lepidium schinzii Thell.
- Lepidium schlechteri Thell.
- Lepidium seditiosum de Lange, Heenan & J.R.Rolfe
- Lepidium serra H.Mann
- Lepidium serratum (Poir.) Al-Shehbaz
- Lepidium seydelii Al-Shehbaz
- Lepidium silaifolium (Hook.f. & Thomson) Al-Shehbaz & Mumm.
- Lepidium sisymbrioides Hook.f.
- Lepidium solomonii Al-Shehbaz
- Lepidium songaricum Schrenk ex Fisch. & C.A.Mey.
- Lepidium sordidum A.Gray
- Lepidium spathulatum Phil.
- Lepidium spicatum Desv.
- Lepidium spinosum Ard.
- Lepidium steinbachii O.E.Schulz
- Lepidium stephan-beckii Al-Shehbaz
- Lepidium strictum (S.Watson) Rattan ex B.L.Rob.
- Lepidium strongylophyllum F.Muell. ex Benth.
- Lepidium stuckertianum (Thell.) Boelcke
- Lepidium subalpinum Kom.
- Lepidium subcordatum Botsch. & Vved.
- Lepidium subulatum L.
- Lepidium suluense Marais
- Lepidium tandilense Boelcke
- Lepidium tenuicaule Kirk
- Lepidium thurberi Wooton
- Lepidium tianschanicum (Botsch. & Vved.) Al-Shehbaz
- Lepidium tiehmii (Rollins) Al-Shehbaz
- Lepidium tofaceum Rech.f.
- Lepidium tolmaczovii (Junussov) Al-Shehbaz
- Lepidium transvaalense Marais
- Lepidium trautvetteri (Botsch.) Al-Shehbaz
- Lepidium trianae Thell.
- Lepidium trifurcum Sond.
- Lepidium uzbekistanicum Al-Shehbaz
- Lepidium vesicarium L.
- Lepidium villarsii Gren. & Godr.
- Lepidium violaceum (Munby) Al-Shehbaz
- Lepidium virginicum L. – pieprzyca wirgińska
- Lepidium werffii Al-Shehbaz
- Lepidium xylodes Hewson
- Lepidium zambiense (Jonsell) Al-Shehbaz